# Ascoli Piceno
Ascoli Piceno (AFI: [/'askoli pi'ʧɛno/]; em latim: Asculum) é uma comuna italiana com cerca de 50 135 habitantes da província de Ascoli Piceno, região das Marcas.
Estende-se por uma área de 160 km², tendo uma densidade populacional de 313 hab/km². Faz fronteira com Acquasanta Terme, Ancarano (TE), Appignano del Tronto, Castel di Lama, Castignano, Castorano, Civitella del Tronto (TE), Colli del Tronto, Folignano, Maltignano, Roccafluvione, Rotella, Sant'Egidio alla Vibrata (TE), Valle Castellana (TE), Venarotta.
Era conhecida como Ásculo Piceno (em latim: Asculum Picenum) durante o período romano.

## Demografia
| Variação demográfica do município entre 1861 e 2011                               |
|                                                                                   |
| Fonte: Istituto Nazionale di Statistica (ISTAT) - Elaboração gráfica da Wikipedia |